# Lost in America
Lost in America è un brano del cantante statunitense Alice Cooper, pubblicato come singolo di lancio dell'album The Last Temptation nel maggio del 1994. Ha raggiunto la posizione numero 22 della Official Singles Chart nel Regno Unito, ma ha fallito l'accesso in classifica negli Stati Uniti.
Il videoclip del brano introduce il protagonista della storia narrata nell'album, un ragazzo di nome Steven, intento a leggere l'adattamento a fumetti realizzato da Neil Gaiman per la Marvel Comics.

## Tracce
CD-Single Epic 660347 2
1. Lost in America – 3:54
2. Hey Stoopid (Live) – 4:16
3. Billion Dollar Babies (Live) – 2:47
4. No More Mr. Nice Guy (Live) – 2:18

## Formazione
- Alice Cooper – voce
- Stef Burns – chitarra, cori
- Dan Wexler – chitarra aggiuntiva
- Greg Smith – basso, cori
- Derek Sherinian – tastiere, cori
- David Uosikkinen – batteria

## Classifiche
| Classifica (1994) | Posizione massima |
| ----------------- | ----------------- |
| Finlandia         | 19                |
| Nuova Zelanda     | 46                |
| Regno Unito       | 22                |